# Bassa-Sprache
Die Bassa-Sprache ist eine westafrikanische Kru-Sprache, welche von 350.000 Einwohnern Liberias und 5.000 Sierra-Leonern vom Volk der Bassa gesprochen wird.
Die Sprache hat ihr eigenes Schriftsystem, das Vah. Vah ist ein Alphabet mit 30 Buchstaben für Konsonanten, 7 für Vokale und 5 diakritischen Zeichen, welche in die Vokale platziert werden. Die Sprache wurde bereits Ende des 19. Jahrhunderts in einigen Schulen der Poro-Gesellschaft unterrichtet.
In den 1970er Jahren veröffentlichte die United Bible Societies (UBS) eine Übersetzung des Neuen Testaments. June Hobley, von der Liberia Inland Mission, war hauptsächlich verantwortlich für die Übersetzung. Das Internationale Phonetische Alphabet (IPA) wurde eher für die Übersetzung verwendet als die Vah-Schrift, hauptsächlich aus praktischen Gründen des Drucks. Da das Bassa-Volk eine eigene Schrifttradition hatte, nahmen sie schnell die neue Schrift an, und tausende lernten zu schreiben.
Im Jahre 2005, veröffentlichte die UBS die komplette Bibel in Bassa. Die Übersetzung wurde unterstützt von der Christian Education Foundation of Liberia, den Christian Reformed World Missions, und UBS. Don Slager führte ein Team von Diplomübersetzern an, darunter Seokin Payne, Robert Glaybo, und William Boen.